# Aeroportul Internațional Budapesta Liszt Ferenc
Aeroportul Internațional Liszt Ferenc (în maghiară Liszt Ferenc Nemzetközi Repülőtér), colocvial Aeroportul Ferihegyi, este principalul aeroport internațional al Ungariei, situat în apropierea capitalei ungare, Budapesta, la 16 km sud-est de centrul orașului. Aeroportul oferă conexiuni aeriene spre Europa (în principal), dar și spre Asia, Orientul Mijlociu sau America de Nord.
Nod aerian pentru Malév.

## Acces

### Tren
Căile ferate de stat din Ungaria MAV asigură transportul de călători între Terminalul 1 și Gara de Vest din Budapesta. Durata călătoriei este de aproximativ 25 de minute, frecvența fiind de 2-3 trenuri pe oră. De la terminalul 1 la terminalele 2A și 2B, circulă autobuz.

### Autobuze, microbuze
Cu o frecvență de 8-10 minute, merge autobuzul 100E spre centrul orașului. Autobuzele de la aeroport merg la stația de metrou Köban-Kispest.
Autobuzele și microbuzele cu 11 locuri, de asemenea, se deplasează de la aeroport spre centrul orașului.
Autobuzele de transfer Wizz Air circulă între centrul orașului și terminalul 1.

## Destinații
La momentul actual (sept 2024) următoarele aeroporturi din România au legătruri directe cu acest aeroport: Brașov, București, Cluj-Napoca, Târgu-Mureș.